# Dicranomyia aequispina
Dicranomyia aequispina är en tvåvingeart som beskrevs av Alexander 1928. Dicranomyia aequispina ingår i släktet Dicranomyia och familjen småharkrankar. Inga underarter finns listade i Catalogue of Life.